# Get over the Border ~JAM Project Best Collection VI~
Get over the Border ~JAM Project Best Collection VI~ é a sexta coletânea "Best Collection" do JAM Project. Como de praxe, contém músicas que o grupo fez para animes, tokusatsu e jogos eletrônicos. Foi lançada em 6 de agosto de 2008 pela Lantis e possui 13 faixas.

## Produção
Apesar da natureza de coletânea dos álbuns "Best Collections" do grupo, este possui 7 músicas originais. Incluindo a primeira escrita pelo integrante brasileiro, Ricardo Cruz.

## Recepção
O álbum chegou a 54ª posição na Billboard Japan, e à 24ª posição no Oricon Albums Chart.

## Faixas
| N.º            | Título                               | Letras                     | Música                                      | Usada em                             | Duração |  |
| 1.             | "Get over the Border"                | Hironobu Kageyama          | H. Kageyama e Yoshichika Kuriyama           |                                      | 4:39    |  |
| 2.             | "No Border"                          | H. Kageyama                | H. Kageyama e TRY FORCE                     |                                      | 4:54    |  |
| 3.             | "Rocks"                              | H. Kageyama                | H. Kageyama e Yohgo Kohno                   | Super Robot Wars Original Generation | 4:57    |  |
| 4.             | "Legend of the Heroes"               | H. Kageyama                | H. Kageyama e Cher Watanabe                 | Shonen Sunday vs Shonen Magazine     | 4:40    |  |
| 5.             | "Tsubasa"                            | H. Kageyama                | H. Kageyama e Kenichi Sudo                  | Muv-Luv Alternative                  | 5:20    |  |
| 6.             | "SHURAKI"                            | Masami Okui                | H. Kageyama                                 | Shuraki                              | 4:05    |  |
| 7.             | "Milky Way"                          | M. Okui                    | M. Okui e C. Watanabe                       |                                      | 6:14    |  |
| 8.             | "BEAUTIFUL PEOPLE"                   | Yoshiki Fukuyama           | Y. Fukuyama                                 |                                      | 4:27    |  |
| 9.             | "NEW GENERATION ~KOBE to the WORLD~" | Yatsuka Nakazawa           | H. Kageyama e Youhei Shiokawa               | Dragon Gate                          | 4:35    |  |
| 10.            | "Portal"                             | M. Okui                    | M. Okui e TRY FORCE                         | Super Robot Wars Original Generation | 4:47    |  |
| 11.            | "Hurricane LOVE"                     | H. Kageyama e M. Okui      | Masaaki Endoh, H. Kageyama e Masaaki Suzuki |                                      | 4:50    |  |
| 12.            | "HERO"                               | H. Kageyama                | H. Kageyama, Y. Kuriyama e Shiho Terada     |                                      | 5:08    |  |
| 13.            | "Sempre Sonhando ~Yume Oibito~"      | Ricardo Cruz e H. Kageyama | H. Kageyama e K. Sudo                       |                                      | 5:09    |  |
| Duração total: | Duração total:                       | Duração total:             | Duração total:                              | Duração total:                       | 63:44   |  |

## Integrantes
Hironobu Kageyama
Masaaki Endoh
Hiroshi Kitadani
Yoshiki Fukuyama
Masami Okui
Ricardo Cruz